# Culicoides propriipennis
Culicoides propriipennis är en tvåvingeart som beskrevs av John William Scott Macfie 1948. Culicoides propriipennis ingår i släktet Culicoides och familjen svidknott. Inga underarter finns listade i Catalogue of Life.